# Feyenoord in het seizoen 1995/96
Hier staan alle statistieken van Feyenoord tijdens het seizoen 1995/96.

## Wedstrijden

### Nederlandse Supercup
| Woensdag 16 augustus 1995                                     | Ajax *                              | 2-1 sudden death 1-1 (1-1) | Feyenoord   | Opstelling Ajax * | Opstelling Feyenoord |  |
| Stadion: De Kuip, Rotterdam Toeschouwers: 25.000 Van der Ende | R. de Boer 25' Kluivert 102' (pen.) |                            | 27' Larsson | Van der Sar, Reiziger, Scholten 91' ( Reuser), F. de Boer, Bogarde, R. de Boer , Davids , Kluivert, George, Kanu 91' ( Wooter), Overmars | De Goey, Zwijnenberg, Van Gobbel, R. Koeman, Witschge , Trustfull , Bosz , Maas, Van Bronckhorst 88' ( Vidmar), Larsson, Blinker 91' ( Heus ) |  |
| Stadion: De Kuip, Rotterdam Toeschouwers: 25.000 Van der Ende |                                     |                            |             | Van der Sar, Reiziger, Scholten 91' ( Reuser), F. de Boer, Bogarde, R. de Boer , Davids , Kluivert, George, Kanu 91' ( Wooter), Overmars | De Goey, Zwijnenberg, Van Gobbel, R. Koeman, Witschge , Trustfull , Bosz , Maas, Van Bronckhorst 88' ( Vidmar), Larsson, Blinker 91' ( Heus ) |  |
| Stadion: De Kuip, Rotterdam Toeschouwers: 25.000 Van der Ende |                                     |                            |             | Van der Sar, Reiziger, Scholten 91' ( Reuser), F. de Boer, Bogarde, R. de Boer , Davids , Kluivert, George, Kanu 91' ( Wooter), Overmars | De Goey, Zwijnenberg, Van Gobbel, R. Koeman, Witschge , Trustfull , Bosz , Maas, Van Bronckhorst 88' ( Vidmar), Larsson, Blinker 91' ( Heus ) |  |
| Bijz.: * Winnaar                                              |                                     |                            |             | | |  |

### PTT-Telecompetitie
| Datum      | Thuis            | Uitslag  | Uit              | Doelpuntenmakers Feyenoord                                                                                            | Bijzonderheden |
| ---------- | ---------------- | -------- | ---------------- | --- | --- |
| 20-08-1995 | Feyenoord        | 5 - 2    | Vitesse *        | 1-0 22' Trustfull 2-0 45' Blinker Van Gobbel 3-1 61' Larsson Taument 4-1 65' Trustfull Vidmar 5-1 67' Blinker Taument | 30' (pen.) R. Koeman 34' (pen.) Larsson * Speelde de wedstrijd uit met 10 spelers, (± 56 min.)                                                                                 |
| 27-08-1995 | FC Twente        | 2 - 2    | Feyenoord        | 1-1 21' Van Bronckhorst Trustfull 2-2 73' Vidmar                                                                      | |
| 10-09-1995 | Feyenoord        | 5 - 1    | FC Volendam *    | 1-1 15' (e.d.) Kromheer 2-1 34' R. Koeman 3-1 45' Van Bronckhorst 4-0 62' Trustfull Taument 5-1 65' (pen.) Vidmar     | 10' (pen.) R. Koeman * Speelde de wedstrijd uit met 10 spelers, (± 23 min.) |
| 17-09-1995 | FC Utrecht       | 1 - 0    | Feyenoord        | | |
| 20-09-1995 | Roda JC          | 1 - 1    | Feyenoord        | 1-1 85' Van Bronckhorst                                                                                               | |
| 24-09-1995 | Feyenoord        | 4 - 2    | RKC Waalwijk     | 1-0 9' Larsson 2-0 52' Larsson 3-1 66' Trustfull Taument 4-2 90' Taument Vidmar                                       | |
| 01-10-1995 | PSV              | 3 - 0 *  | Feyenoord        | | * Na dit duel werd Willem van Hanegem ontslagen en werd Geert Meijer als interim-trainer benoemd                                                                               |
| 05-10-1995 | Feyenoord        | 4 - 1    | FC Groningen     | 1-0 26' Iwan 2-0 69' Obiku 3-0 68' Larsson Trustfull 4-1 80' (pen.) R. Koeman                                         | |
| 15-10-1995 | Willem II *      | 2 - 2 ** | Feyenoord        | 2-1 51' Obiku Witschge 2-2 57' Van Bronckhorst                                                                        | ?', 58' R. Koeman * Speelde de wedstrijd uit met 10 spelers, (± 3 min.) ** Dit was het laatste duel van Geert Meijer als interim-trainer en werd Arie Haan als trainer benoemd |
| 22-10-1995 | Feyenoord        | 2 - 4    | Ajax             | 1-0 2' Zwijnenberg 2-0 7' Larsson                                                                                     | |
| 26-10-1995 | Feyenoord        | 2 - 0    | De Graafschap    | 1-0 40' Van Bronckhorst Witschge 2-0 90' Blinker Maas                                                                 | |
| 29-10-1995 | N.E.C.           | 1 - 3    | Feyenoord        | 1-1 51' Iwan 1-2 66' Trustfull Blinker 1-3 84' Blinker De Goey                                                        | |
| 05-11-1995 | Sparta Rotterdam | 3 - 2    | Feyenoord        | 0-1 33' R. Koeman 1-2 41' (pen.) R. Koeman                                                                            | |
| 19-11-1995 | Feyenoord        | 2 - 2    | Go Ahead Eagles  | 1-1 42' Larsson Iwan 2-1 47' R. Koeman                                                                                | |
| 24-11-1995 | Fortuna Sittard  | 1 - 0    | Feyenoord        | | ?', 47' Van Gobbel |
| 08-12-1995 | sc Heerenveen    | 0 - 1    | Feyenoord        | 0-1 44' Trustfull | |
| 17-12-1995 | Vitesse *        | 0 - 2    | Feyenoord        | 0-1 10' R. Koeman Heus 0-2 90' Bosz Trustfull                                                                         | * Speelde de wedstrijd uit met 10 spelers, (± 2 min.) |
| 24-12-1995 | Feyenoord        | 1 - 0    | FC Twente        | 1-0 40' (pen.) R. Koeman                                                                                              | |
| 13-01-1996 | Feyenoord        | 2 - 2    | NAC              | 1-2 55' Van Bronckhorst 2-2 69' Van Bronckhorst Vos                                                                   | |
| 21-01-1996 | FC Volendam      | 0 - 3    | Feyenoord        | 0-1 44' Vos Schuiteman 0-2 70' (e.d.) Kromheer 0-3 75' Larsson Taument                                                | |
| 04-02-1996 | Feyenoord        | 2 - 0    | Roda JC          | 1-0 60' Trustfull Taument 2-0 79' Vos Trustfull                                                                       | |
| 11-02-1996 | RKC Waalwijk     | 1 - 1    | Feyenoord        | 1-1 83' Obiku | |
| 25-02-1996 | Feyenoord        | 0 - 0    | PSV              | | |
| 03-03-1996 | FC Groningen *   | 1 - 0    | Feyenoord        | | * 38' (pen.) R. Beerens (FC Groningen) 1-0 80' (e.d.) R. Koeman |
| 10-03-1996 | Feyenoord        | 3 - 0    | FC Utrecht *     | 1-0 19' Van Bronckhorst Van Gastel 2-0 41' Bosz 3-0 83' Van Bronckhorst Taument                                       | 39' Larsson * Speelde de wedstrijd uit met 10 spelers, (± 62 min.) |
| 17-03-1996 | De Graafschap    | 1 - 1    | Feyenoord        | 1-1 66' Vos Van Gastel                                                                                                | 76' Vos |
| 24-03-1996 | Ajax             | 2 - 0    | Feyenoord        | | |
| 27-03-1996 | Feyenoord        | 2 - 0    | Willem II        | 1-0 24' Larsson Van Gastel 2-0 61' Van Gastel Trustfull                                                               | |
| 31-03-1996 | Feyenoord        | 2 - 1    | N.E.C.           | 1-1 22' Taument Larsson 2-1 32' Iwan                                                                                  | |
| 10-04-1996 | Feyenoord        | 1 - 1    | Sparta Rotterdam | 1-1 70' R. Koeman Taument                                                                                             | |
| 14-04-1996 | Go Ahead Eagles  | 0 - 3    | Feyenoord        | 0-1 33' Taument Larsson 0-2 51' (e.d.) Marbus 0-3 77' Boateng Van Gastel                                              | |
| 21-04-1996 | Feyenoord        | 1 - 0    | Fortuna Sittard  | 1-0 60' (pen.) R. Koeman                                                                                              | |
| 28-04-1996 | NAC              | 0 - 3    | Feyenoord        | 0-1 9' Maas R. Koeman 0-2 87' Trustfull R. Koeman 0-3 90' R. Koeman                                                   | |
| 05-05-1996 | Feyenoord        | 4 - 1    | SC Heerenveen    | 1-0 29' Trustfull Taument 2-0 49' (pen.) Heus 3-0 69' Larsson R. Koeman 4-0 80' Larsson Van Gastel                    | |

### Amstel cup

#### Zestiende finale
De vier hoogst geklasseerde clubs uit de Eredivisie stromen tijdens de zestiende finale van het toernooi in en konden niet tegen elkaar worden geloot. 
| Datum      | Thuis     | Uitslag | Uit            | Doelpuntenmakers Feyenoord                     | Bijzonderheden |
| ---------- | --------- | ------- | -------------- | ---------------------------------------------- | -------------- |
| 29-11-1995 | Feyenoord | 3 - 0   | RBC Roosendaal | 1-0 43' Klyuev 2-0 75' R. Koeman 3-0 76' Obiku |                |

#### Achtste finale
| Datum      | Thuis     | Uitslag | Uit | Doelpuntenmakers Feyenoord | Bijzonderheden |
| ---------- | --------- | ------- | --- | -------------------------- | -------------- |
| 24-01-1996 | Feyenoord | 1 - 0   | NAC | 1-0 5' Vos                 |                |

#### Kwartfinale
| Datum      | Thuis | Uitslag | Uit       | Doelpuntenmakers Feyenoord          | Bijzonderheden |
| ---------- | ----- | ------- | --------- | ----------------------------------- | -------------- |
| 28-02-1996 | MVV   | 1 - 2   | Feyenoord | 1-1 23' Vos 1-2 31' Van Bronckhorst |                |

#### Halve finale
| Datum      | Thuis              | Uitslag | Uit       | Doelpuntenmakers Feyenoord | Bijzonderheden          |
| ---------- | ------------------ | ------- | --------- | -------------------------- | ----------------------- |
| 07-04-1996 | Sparta Rotterdam * | 1 - 0   | Feyenoord |                            | * Winst na sudden death |

### Europees

#### Europacup II

##### Eerste ronde
| Datum      | Thuis       | Uitslag | Uit         | Doelpuntenmakers Feyenoord                                                                                     | Bijzonderheden |
| ---------- | ----------- | ------- | ----------- | --- | -------------- |
| 14-09-1995 | Dag-Liepāja | 0 - 7   | Feyenoord   | 0-1 2' Larsson 0-2 47' Blinker 0-3 58' Blinker 0-4 61' Larsson 0-5 62' Blinker 0-6 78' R. Koeman 0-7 88' Obiku |                |
| 28-09-1995 | Feyenoord   | 6 - 0   | Dag-Liepāja | 1-0 37' (pen.) Heus 2-0 43' Trustfull 3-0 57' Obiku 4-0 61' Gláucio 5-0 63' Obiku 6-0 65' Obiku                |                |

##### Tweede ronde
| Datum      | Thuis     | Uitslag | Uit       | Doelpuntenmakers Feyenoord | Bijzonderheden                                       |
| ---------- | --------- | ------- | --------- | -------------------------- | ---------------------------------------------------- |
| 19-10-1995 | Everton   | 0 - 0   | Feyenoord |                            |                                                      |
| 02-11-1995 | Feyenoord | 1 - 0   | Everton * | 1-0 40' Blinker            | * Speelde de wedstrijd uit met 10 spelers (± 1 min.) |

##### Kwartfinale
| Datum      | Thuis                    | Uitslag | Uit                      | Doelpuntenmakers Feyenoord                  | Bijzonderheden |
| ---------- | ------------------------ | ------- | ------------------------ | ------------------------------------------- | -------------- |
| 07-03-1996 | Borussia Mönchengladbach | 2 - 2   | Feyenoord                | 1-1 35' Van Gastel 2-2 45' (pen.) R. Koeman |                |
| 21-03-1996 | Feyenoord                | 1 - 0   | Borussia Mönchengladbach | 1-0 84' Trustfull                           |                |

##### Halve finale
| Datum      | Thuis      | Uitslag | Uit        | Doelpuntenmakers Feyenoord | Bijzonderheden |
| ---------- | ---------- | ------- | ---------- | -------------------------- | -------------- |
| 04-04-1996 | Feyenoord  | 1 - 1   | Rapid Wien | 1-0 53' (pen.) R. Koeman   |                |
| 18-04-1996 | Rapid Wien | 3 - 0   | Feyenoord  |                            |                |

## Selectie
De selectie staat op alfabetische volgorde.
| Positie | Speler                             |
| ------- | ---------------------------------- |
| A/M     | Regi Blinker (tot mrt 1996)        |
| V/M     | / George Boateng                   |
| M       | Peter Bosz                         |
| V/M     | Giovanni van Bronckhorst           |
| DM      | Rob van Dijk                       |
| V       | / Harvey Esajas                    |
| V       | Henk Fraser                        |
| V/M     | Jean-Paul van Gastel               |
| A/M     | Gláucio (tot dec 1995)             |
| V       | / Ulrich van Gobbel (tot dec 1995) |
| DM      | Ed de Goey                         |
| V       | Ruud Heus                          |
| M       | Tomasz Iwan                        |
| M       | Denis Klyuev                       |

| Positie | Speler                            |
| ------- | --------------------------------- |
| V       | Ronald Koeman                     |
| A       | Henrik Larsson                    |
| M       | Rob Maas                          |
| A       | Mike Obiku                        |
| M       | Bobby Petta (tot mei 1996)        |
| V       | Fernando Picún                    |
| V       | Errol Refos (tot okt 1995)        |
| V       | Bernard Schuiteman                |
| M       | Orlando Trustfull                 |
| A       | Gaston Taument                    |
| M       | (/) Aurelio Vidmar (tot dec 1995) |
| A       | Henk Vos                          |
| M       | Rob Witschge                      |
| V       | Clemens Zwijnenberg               |

## Topscorers
Legenda
- Doelpunt
- Waarvan Strafschoppen

Er wordt steeds de top 3 weergegeven van elke competitie.

### Nederlandse Supercup
| Plek | Speler         |   | Gescoord met penalty |
| ---- | -------------- | - | -------------------- |
| 1.   | Henrik Larsson | 1 | 0                    |

### PTT-Telecompetitie
| Plek | Speler                   |    | Gescoord met penalty |
| ---- | ------------------------ | -- | -------------------- |
| 1.   | Ronald Koeman            | 10 | 4                    |
| 1.   | Henrik Larsson           | 10 | 0                    |
| 3.   | Giovanni van Bronckhorst | 9  | 0                    |
| 3.   | Orlando Trustfull        | 9  | 0                    |

### Amstel Cup
| Plek | Speler                   |   | Gescoord met penalty |
| ---- | ------------------------ | - | -------------------- |
| 1.   | Henk Vos                 | 2 | 0                    |
| 2.   | Giovanni van Bronckhorst | 1 | 0                    |
| 2.   | Denis Klyuev             | 1 | 0                    |
| 2.   | Ronald Koeman            | 1 | 0                    |
| 2.   | Mike Obiku               | 1 | 0                    |

### Europees

#### Europacup II
| Plek | Speler        |   | Gescoord met penalty |
| ---- | ------------- | - | -------------------- |
| 1.   | Regi Blinker  | 4 | 0                    |
| 1.   | Mike Obiku    | 4 | 0                    |
| 3.   | Ronald Koeman | 3 | 2                    |

### Overall
| Plek | Speler            |    | Gescoord met penalty |
| ---- | ----------------- | -- | -------------------- |
| 1.   | Ronald Koeman     | 14 | 6                    |
| 2.   | Henrik Larsson    | 13 | 0                    |
| 3.   | Orlando Trustfull | 11 | 0                    |

Mannen
1954/55 · 1955/56 · 1956–1988 · 1988/89 · 1989/90 · 1990/91 · 1991/92 · 1992/93 · 1993/94 · 1994/95 · 1995/96 · 1996/97 · 1997/98 · 1998/99 · 1999/00 · 2000/01 · 2001/02 · 2002/03 · 2003/04 · 2004/05 · 2005/06 · 2006/07 · 2007/08 · 2008/09 · 2009/10 · 2010/11 · 2011/12 · 2012/13 · 2013/14 · 2014/15 · 2015/16 · 2016/17 · 2017/18 · 2018/19 · 2019/20 · 2020/21 · 2021/22 · 2022/23 · 2023/24 · 2024/25

Vrouwen
2021/22 · 2022/23 · 2023/24 · 2024/25
Ajax ·
Feyenoord ·
Fortuna Sittard ·
Go Ahead Eagles ·
De Graafschap ·
FC Groningen ·
sc Heerenveen ·
NAC ·
N.E.C. ·
PSV ·
RKC ·
Roda JC ·
Sparta Rotterdam ·
FC Twente ·
FC Utrecht ·
Vitesse ·
FC Volendam ·
Willem II